# Budai
Budai eller Pu-Tai (kinesiska och japanska: 布袋, pinyin: Bùdài, romaji: Hotei) är en helgonlik gestalt inom östasiatisk mahayanabuddhism. Han anses ha varit en historisk person, men det är legenderna om honom som har skapat hans betydelse. 
Inom zen-buddhismen (kinesiska: chan) vördas han som en inkarnation av Maitreya,den bodhisattva som väntas bli nästa buddha. Namnet Budai är ett smeknamn, namn betyder "tygsäck", som betecknar den säck som han vanligtvis avbildas med, och där han förvarade sina få ägodelar. Han avbildas nästan alltid skrattande, därav hans smeknamn på kinesiska, den skrattande buddhan (kinesiska: 笑佛; pinyin: Xiào Fó).
I väst förväxlas Budai ibland med Shakyamuni, och kallas därav den feta buddhan.
I japansk mytologi är han en av sju lyckogudar.
I Östasiatiska samlingen vid Röhsska museet i Göteborg är en stor lackerad trästaty av Budai ett av huvudföremålen. Den inköptes i Kina 1912 för museets räkning av Thorild Wulff.

Budai, leende Buddha format som en soppterrin, år 1730-1750 - Hallwylska museet

## Historik
Enligt den kinesiska historien, var Budai en chanmunk som levde i Kina under Senare Liang (907-923). Han föddes i Zhejiang och hans buddhistiska namn var Qieci (kinesiska: 契此; pinyin: qiècǐ; bokstavligen: "lova detta").

### Identifiering som Maitreya
Anledningen till att han identifieras som en manifestation av Maitreya är att han yttrade följande hymn precis innan han dog:
Maitreya, den riktiga Maitreya
 har miljontals manifestationer.
 Ibland visar han sig bland människor,
 men förblir oigenkänd av sina medmänniskor.